# Back Arrow
Back Arrow (バック・アロウ Bakku Arō?) es una serie de anime original producida por Studio Voln. La serie será dirigida por Gorō Taniguchi y escrita por Kazuki Nakashima, música de Kōhei Tanaka y diseño de personajes de Shinobu Ōtaka y Toshiyuki Kanno. Se estrenó el 8 de enero de 2021.

## Sinopsis
Ringarindo es una tierra rodeada por un muro. El muro oculta, protege y preserva estas tierras. Tal es su importancia que es considerado un auténtico dios… Un día, un misterioso hombre llamado Back Arrow aparece en el pueblo Essha, a las afueras de Ringarindo. Aunque Arrow ha perdido la memoria, solamente recuerda una cosa: «Vengo de más allá del muro». Para recuperar su memoria, Arrow tendrá que volver de donde ha venido, algo que no solo le ocasionará un conflicto interno, sino que también pondrá en riesgo su vida.

## Personajes
Back Arrow (バック・アロウ Bakku Arō?)
 Seiyū: Yūki Kaji
Atlee Ariel (アタリ―・アリエル Atari ― Ari Eru?)
 Seiyū: Aya Suzaki
Elsha Lean (エルシャ・リーン Erusha Rīn?)
 Seiyū: Ari Ozawa
Bit Namital (ビット・ナミタル Bitto Namitaru?)
 Seiyū: Kenshō Ono
Kai Rhodan (カイ・ロウダン Kai Roudan?)
 Seiyū: Ryōtarō Okiayu
Shū Bi (シュウ・ビ?)
 Seiyū: Tomokazu Sugita
Ren Sin (レン・シン?)
 Seiyū: Megumi Han

## Episodios
| N.º | Título | Dirigido por                       | Escrito por      | Fecha de emisión original |
| --- | --- | ---------------------------------- | ---------------- | ------------------------- |
| 1   | «¿Los chicos del cielo tienen ropa interior?» Transcripción: «Tonde Kita Otoko ni Pantsu wa Aru ka» (en japonés: 飛んで来た男にパンツはあるか)                            | Daisuke Yoshida                    | Kazuki Nakashima | 8 de enero de 2021        |
| 2   | «¿Tener sueños es una carga?» Transcripción: «Yume wa Mattaku Meiwaku na no ka» (en japonés: 夢はまったく迷惑なのか)                                                      | Won Chang hee                      | Kazuki Nakashima | 15 de enero de 2021       |
| 3   | «¿Un enorme barco trae esperanza?» Transcripción: «Kyodai na Fune wa Kibō ni Naru ka» (en japonés: 巨大な城艦は希望になるか)                                              | Jun'ichi Fujise                    | Kazuki Nakashima | 22 de enero de 2021       |
| 4   | «¿El genio llega cuando menos se le espera?» Transcripción: «Tensai wa Wasureta Koro ni Yatte Kuru no ka» (en japonés: 天才は忘れた頃にやってくるのか)                    | Tomohisa Onoue                     | Kazuki Nakashima | 29 de enero de 2021       |
| 5   | «¿Es hoy el mañana de ayer?» Transcripción: «Kyō wa Kinō no Ashita na no ka» (en japonés: 今日は昨日の明日なのか)                                                         | Daisuke Yoshida                    | Kazuki Nakashima | 5 de febrero de 2021      |
| 6   | «¿Son los lindos chicos de granja otra cosa?» Transcripción: «Bishōnen Bokujōtte Maji na no ka» (en japonés: 美少年牧場ってマジなのか)                                    | Won Chang hee                      | Kazuki Nakashima | 12 de febrero de 2021     |
| 7   | «¿El muro es realmente tan sólido?» Transcripción: «Kabe wa Sonna ni Katai no ka» (en japonés: 壁はそんなに堅いのか)                                                      | Jun'ichi Fujise                    | Kazuki Nakashima | 19 de febrero de 2021     |
| 8   | «¿Qué esconde el Caballero Sanguinario?» Transcripción: «Chimamire no Kishi wa Nani o Himeru no ka» (en japonés: 血まみれの騎士は何を秘めるのか)                          | Tomohisa Onoue                     | Kazuki Nakashima | 26 de febrero de 2021     |
| 9   | «¿Por qué los labios que profesan amor esconden colmillos?» Transcripción: «Ai o Kataru Kuchibiru wa Naze Kiba o Kakusu no ka» (en japonés: 愛を語る唇はなぜ牙を隠すのか) | Michiru Itabisashi                 | Kazuki Nakashima | 5 de marzo de 2021        |
| 10  | «¿Pueden tener columna vertebral quienes no tienen nada?» Transcripción: «Motazaru Mono ni mo Iji wa Aru no ka» (en japonés: 持たざる者にも意地はあるのか)                | Jun'ichi Fujise                    | Kazuki Nakashima | 12 de marzo de 2021       |
| 11  | «¿Esta es una pelea cara a cara?» Transcripción: «Makkō Shōbu no Sensō na no ka» (en japonés: 真っ向勝負の戦争なのか)                                                     | Kayonaka Yamada                    | Kazuki Nakashima | 19 de marzo de 2021       |
| 12  | «¿Demasiado orgullo es un problema?» Transcripción: «Hokori mo Tsumoreba Akuta to Naru ka» (en japonés: 誇りも積もれば芥となるか)                                         | Kuniyasu Nishina                   | Kazuki Nakashima | 26 de marzo de 2021       |
| 13  | «¿Lloran los cielos cuando se alza la princesa?» Transcripción: «Hime ga Tatsu Toki Ten wa Naku no ka» (en japonés: 姫が立つ時 天は泣くのか)                              | Won Chang hee                      | Kazuki Nakashima | 2 de abril de 2021        |
| 14  | «¿Hay amor en el campo de batalla?» Transcripción: «Sono Senjō ni Ai wa Aru no ka» (en japonés: その戦場に愛はあるのか)                                                   | Michiru Itabisashi                 | Kazuki Nakashima | 9 de abril de 2021        |
| 15  | «¿Qué producirán los disturbios?» Transcripción: «Shikumareta Dōran wa Nani o Umu no ka» (en japonés: 仕組まれた動乱は何を生むのか)                                       | Tomohisa Onoue                     | Kazuki Nakashima | 16 de abril de 2021       |
| 16  | «Cuando la gente quiere paz, ¿qué desea Dios?» Transcripción: «Hito ga Heiwa o Nozomu Toki, Kami wa Nani o Hossuru ka» (en japonés: 人が平和を望む時、神は何を欲するか)   | Jun'ichi Fujise                    | Kazuki Nakashima | 23 de abril de 2021       |
| 17  | «¿Así es como se levantan?» Transcripción: «Kakute Karera wa Tachiagaru no ka» (en japonés: かくて彼らは立ち上がるのか)                                                   | Kayonaka Yamada                    | Kazuki Nakashima | 30 de abril de 2021       |
| 18  | «¿Esta es la verdad del mundo?» Transcripción: «Kore ga Sekai no Shinri na no ka» (en japonés: これが世界の真理なのか)                                                    | Sō Toyama                          | Kazuki Nakashima | 7 de mayo de 2021         |
| 19  | «¿Puedes solucionar esto?» Transcripción: «Omae ni Shimatsu ga Tsukerareru no ka» (en japonés: お前に始末がつけられるのか)                                                | Tomohisa Onoue Kim Hyoun il        | Kazuki Nakashima | 14 de mayo de 2021        |
| 20  | «¿La ira de la gente llega al dios?» Transcripción: «Hito no Ikari wa Kami ni Todoku ka» (en japonés: 人の怒りは神に届くか)                                               | Michiru Itabisashi                 | Kazuki Nakashima | 21 de mayo de 2021        |
| 21  | «¿Quién me detendrá?» Transcripción: «Dare ga Watashi o Tomerareru no ka» (en japonés: 誰が私をとめられるのか)                                                            | Kayonaka Yamada                    | Kazuki Nakashima | 28 de mayo de 2021        |
| 22  | «Pero ¿Por qué vivo?» Transcripción: «Sore de mo Ore wa Naze Ikiru no ka» (en japonés: それでも俺はなぜ生きるのか)                                                        | Kōsaku Taniguchi                   | Kazuki Nakashima | 4 de junio de 2021        |
| 23  | «¿La destrucción cae desde el cielo?» Transcripción: «Ten Kara Furu no wa Hametsu no Shirushi ka» (en japonés: 天から降るのは破滅の印か)                                  | Tomohisa Onoue                     | Kazuki Nakashima | 11 de junio de 2021       |
| 24  | «¿Nos dirigimos hacia las estrellas?» Transcripción: «Waga Omomuku wa Hoshi no Gun ka» (en japonés: 我が赴くは星の群か)                                                   | Michiru Itabisashi Jun'ichi Fujise | Kazuki Nakashima | 18 de junio de 2021       |